# Volkmar Gessner
Volkmar Gessner (* 9. Oktober 1937; † 8. November 2014 in Hamburg) war ein deutscher Jurist und Hochschullehrer. Von 1992 bis 2003 war er Professor für Rechtssoziologie, Rechtsvergleichung und Europäische Rechtspolitik an  der Universität Bremen.

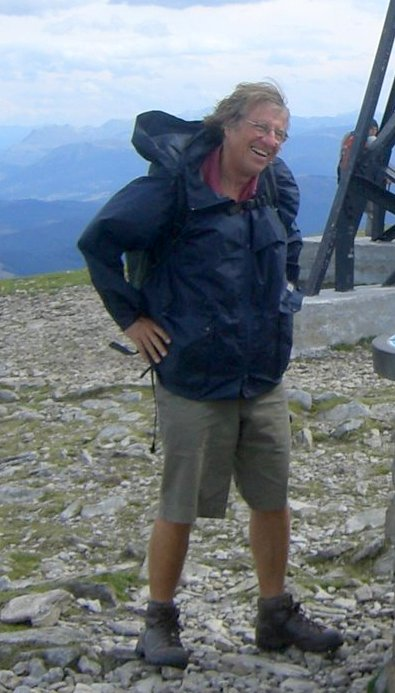
Volkmar Gessner (Gorbea, 2006)

## Ausbildung
Nach dem Studium der Soziologie und Rechtswissenschaften an der Universität München absolvierte Gessner beide juristischen Staatsexamen ebenfalls in München. Die Promotion zum Dr. jur. erfolgte 1969 an der Rechts- und Staatswissenschaftlichen Fakultät der Universität Münster mit der Arbeit Der Richter im Staatenkonflikt: Eine Untersuchung am Beispiel des Völkerrechtsverkehrs der amerikanischen Republiken (Gutachter: Hans Ulrich Scupin und Niklas Luhmann). Gessner habilitierte sich 1976 für Soziologie, insbesondere Rechtssoziologie, an der soziologischen Fakultät der Universität Bielefeld mit der Arbeit Recht und Konflikt: eine soziologische Untersuchung privatrechtlicher Konflikte in Mexiko (Gutachter: Niklas Luhmann, Karl F. Schumann). Diese Schrift war geprägt von einem Forschungsaufenthalt in Mexiko.

## Berufliche Laufbahn
Gessner war als Richter in einer Zivilkammer am Landgericht Münster und als Einzelrichter in Strafsachen am Amtsgericht Recklinghausen tätig. Von 1970 bis 1982 war er wissenschaftlicher Referent am Max-Planck-Institut für ausländisches und internationales Privatrecht in Hamburg, ab 1975 dort dann Leiter der Sozialwissenschaftlichen Forschungsgruppe. Daneben übte er eine Dozententätigkeit in Regensburg, Bielefeld, Fribourg (Schweiz) und Hamburg aus. 1982 wurde er mit seiner Forschungsgruppe als Direktor (bis 1992) an das neu gegründete Zentrum für Europäische Rechtspolitik der Universität Bremen berufen. Das ging einher mit der Berufung zum Professor für Rechtssoziologie, Rechtsvergleichung und Europäische Rechtspolitik am Fachbereich Rechtswissenschaften der Universität Bremen. Von 1997 bis 1999 war er außerdem Visiting Professor an der University of California, Santa Barbara. Nach seiner Emeritierung im Jahr 2003 übernahm er bis 2007 die Projektleitung am Sonderforschungsbereich „Staatlichkeit im Wandel“ der Universität Bremen.

## Rechtssoziologie
Gessner spielte national und international eine wichtige Rolle beim (Wieder-)Aufbau der Rechtssoziologie in Deutschland und anderswo. Er gehörte zu den Begründern der Sektion Rechtssoziologie in der Deutschen Gesellschaft für Soziologie, ebenso wie des Research Committee on Sociology of Law (RCSL). Mit Professor Francisco Javier Caballero Harriet gründete er das Laboratorio de Sociología jurídica in Donostía-San Sebastian. Mit Caballero Harriet war er auch entscheidend an der Gründung des International Institute for the Sociology of Law in Oñati beteiligt. Von 2003 bis 2005 war er Direktor dieses Instituts. Für sein Lebenswerk in diesem Bereich hat Gessner im Jahre 2013 den Adam Podgòrecki Preis des RCSL erhalten.

## Varia
Gessner war der Sohn des Botanikers Fritz Gessner.
Er verstarb 2014 nach langer schwerer Krankheit. Seine letzte Ruhestätte erhielt Gessner auf dem Friedhof Ohlsdorf. Sie liegt beim Eingang Kornweg, nordwestlich von Kapelle 9. 

## Publikationen (Auswahl)

### Monografien
- El otro derecho comparado. Ensayos sobre cultura y seguridad juridica en la era de la globalization. Übersetzt und herausgegeben von Hector Fix-Fierro. Universidad Nacional Autonoma de Mexico 2013.
- mit Armin Höland und Csaba Varga: European Legal Cultures. Dartmouth, Aldershot 1996.
- mit Hanno von Freyhold, Enzo Vial und Helmut Wagner: Cost of Judicial Barriers for the Consumer in the Single Market. Office for Official Publications, Commission of the European Union, Luxembourg 1995.
- mit Armin Höland und Jürgen Daviter: Selbstverwaltungswirtschaft - gegen Wirtschaft und Recht? AJZ, Bielefeld 1987, ISBN 3-921680-66-2.
- Los conflictos sociales y la administración de justicia en México. Universidad Nacional Autónoma de México, Mexico 1984.
- mit K. Plett: Der Sozialplan im Konkursunternehmen. Die Praxis eines autonomen Regelungsmodells im Schnittpunkt von Arbeits- und Konkursrecht. Köln 1982.
- Recht und Konflikt : eine soziologische Untersuchung privatrechtlicher Konflikte in Mexiko. Mohr, Tübingen 1976, ISBN 3-16-638382-4.
- Soziologie des Rechtsstreits. Juristische Lehrgänge Alpmann u. Schmidt, Münster 1973.
- Der Richter im Staatenkonflikt: Eine Untersuchung am Beispiel des Völkerrechtsverkehrs der amerikanischen Republiken. Duncker & Humblot, Berlin 1969.

### Herausgeberschaften
- Contractual Certainty in International Trade – Empirical Studies and Theoretical Debates on Institutional Support for Global Economic Exchanges. Hart, Oxford 2009.
- mit David Nelken: European Ways of Law – Towards a European Sociology of Law. Hart, Oxford 2007. (Chinesische Übersetzung 2009)
- mit Christoph Antons: Globalization and Resistance – Law Reform in Asia since the Crisis. Hart, Oxford 2007.
- mit Richard P. Appelbaum and William L.F. Felstiner: Rules and Networks – The Legal Culture of Global Business Transactions. Hart, Oxford September 2001.
- Emerging Legal Certainty: Empirical Studies on the Globalization of Law. (= Oñati International Series in Law and Society). Dartmouth, Aldershot 1998.
- Foreign Courts. Civil Litigation in Foreign Legal Cultures. (= Oñati International Series in Law and Society). Dartmouth, Aldershot 1996.
- mit Monika Frommel: Normenerosion. Nomos, Baden-Baden 1996.
- mit A. Höland: Rezeption westlichen Rechts oder autochthone Rechtsgestaltung in der DDR und in Osteuropa? - Ein rechtssoziologisches Gespräch. Zentrum für europäische Rechtspolitik, ZERP-DP 1, Bremen 1990.
- mit John Thomas: Socio-Legal Research and Policy Studies. Law and Policy (Special Issue) 1988, Vol. 10, Nos. 2 & 3.
- mit Armin Höland und Jürgen Daviter: Rechtliche, steuerliche, soziale und administrative Hindernisse für die Entwicklung örtlicher Beschäftigungsinitiativen. 3 Vol. Amt für amtliche Veröffentlichungen der Europäischen Gemeinschaften, Luxemburg 1986.
- mit W. Hassemer: Gegenkultur und Recht. Nomos, Baden-Baden 1985.
- mit G. Winter: Rechtsformen der Verflechtung von Staat und Wirtschaft. (= Jahrbuch für Rechtssoziologie und Rechtstheorie. Band 8). Westdeutscher Verlag, Opladen 1982.
- mit W. Harth, F. Hirtz, O. Kießler und K. Ziegert: Umweltschutz und Rechtssoziologie. Gieseking, Bielefeld 1978.
- mit T. Ansay: Gastarbeiter in Gesellschaft und Recht. (= Beck’sche Schwarze Reihe. Band 108). Beck, München 1974.

### Aufsätze (neuere)
- The Use of Social Science Information in Law - Comment on the British Inquiry Report. (2006) In: Sortuz. Oñati Journal of Emergent Socio-legal Studies. Volume 6, Nr. 1, 2014, S. 29–45.
- State/society Synergies in Western and Japanese Economic Law and Judicial Reform. In: Dimitri Vanoverbeke, Jeroen Maesschalck, David Nelken, Stephan Parmentier (Hrsg.): The Changing Role of Law in Japan: Empirical Studies in Culture, Society and Policy Making. Edward Elgar Publishing, Cheltenham 2014, S. 35–49.
- Weberian versus Pluralistic Legal Forces in the Global Political Economy. paper presented at the workshop Law, Contestation, and Power in the Global Political Economy, coordinated by Edward S. Cohen (Westminster College) and A. Claire Cutler (University of Victoria), Oñati Socio-Legal Series, v. 3 n. 4 (2013).
- Enabling Global Business Transactions: Relational and Legal Mechanisms. In: Glenn Morgan, Richard Whitley (Hrsg.): Capitalisms and Capitalism in the Twenty-First Century. Oxford University Press, 2012, S. 146–165.
- El uso de la información judicial. In: Oñati Socio-Legal Series. vol. 1, no. 2, 2011, S. 1–26.
- Comparación jurídica y pluralismo jurídico global. In: José Antonio Caballero Juárez, Hugo A. Concha Cantú, Héctor Fix-Fierro, Francisco Ibarra Palafox (Hrsg.): Sociología del derecho. Culturas y Sistemas Jurídicos Comparados. Universidad Nacional Autónoma de México, 2010, S. 95–124.
- Theories of Change – the Governance of Business Transactions in Globalizing Economies. In: Volkmar Gessner (Hrsg.): Contractual Certainty in International Trade – Empirical Studies and Theoretical Debates on Institutional Support for Global Economic Exchanges. Hart, Oxford 2009, S. 175–213.
- Towards a Theoretical Framework for Contractual Certainty in Global Trade. In: Volkmar Gessner (Hrsg.): Contractual Certainty in International Trade – Empirical Studies and Theoretical Debates on Institutional Support for Global Economic Exchanges. Hart, Oxford 2009, S. 3–27.
- Towards a Socio-Legal Theory of Contractual Risk. In: Sociologia del Diritto. 36, 2009, S. 83–92.
- Los Tribunales – Enfoques económicos y sociológicos. In: Rafael Sánchez Vázquez (Hrsg.): Administración, Procuración e Impartición de Justicia, Memoria del Congreso Nacional e Internacional. Montiel & Soriano, Puebla/México 2008, S. 21–31.
- Regulación y Soporte: El comercio internacional en una cultura juridica global. In: Alfonso de Julios-Campuzano (Hrsg.): Ciudadanía y Derecho en la Era de la Globalización. Dykinson, Madrid 2007, S. 179–192.
- mit David Nelken: Introduction: Studying European Ways of Law. In: Volkmar Gessner (Hrsg.): European Ways of Law – Towards a European Sociology of Law. Hart, Oxford 2007, S. 1–17.
- mit Christoph Antons: Introduction. In: Christoph Antons, Volkmar Gessner (Hrsg.): Globalization and Resistance – Law Reform in Asia since the Crisis. Hart, Oxford 2007, S. 1–24.
- Legalization and the Varieties of Capitalism. In: Christoph Antons, Volkmar Gessner (Hrsg.): Globalization and Resistance – Law Reform in Asia since the Crisis. Hart, Oxford 2007, S. 27–51.
- Culture, global legal. In: David Clark (Hrsg.): Encyclopedia for Law & Society. Sage, 2007, S. 367–369.
- Teaching Legal Culture. In: Mathew John, Sitharamam Kakarala (Hrsg.): Enculturing Law: New Agendas for Legal Pedagogy. Tulika Books, New Delhi 2007, S. 59–72.
- Regulation and Support – International Business in a Global Legal Culture. In: Péter Cserne u. a. (Hrsg.): Theatrum legale Mundi – Symbola CS. Varga Oblata. Societas Sancti Stephani, Budapest 2007, S. 147–159.
- Vorüberlegungen zur Operationalisierung rechtskultureller Einflüsse auf globale Rechtsentwicklungen. In: Ludwig Krämer (Hrsg.): Recht und Um-Welt – Essays in Honor of Prof.Dr.Gerd Winter. Europa Law Publishing, Groningen 2003, S. 21–32.
- Rechtspluralismus und globale soziale Bewegungen. In: Zeitschrift für Rechtssoziologie. 23, 2002, S. 277–305.
- mit R. P. Appelbaum und W. L. Felstiner: The Legal Culture of Global Business Transactions. In: R. P. Appelbaum, W. L. Felstiner, V. Gessner: Rules and Networks – The Legal Culture of Global Business Transactions. Hart, Oxford 2001, S. 1–36.
- Globalization and Legal Certainty. In: Volkmar Gessner, Ali Cem Budak (Hrsg.): Emerging Legal Certainty - Empirical Studies on the Globalization of Law. Ashgate, Aldershot 1998, S. 427–540. (Neudruck in: David Held, Anthony McGrew (Hrsg.): The Global Transformations Reader – An Introduction to the Globalization Debate. Polity Press, Cambridge 2000, S. 172–180)